# Taboo (serie di film)
Taboo è una serie di film tra le più note nel settore della pornografia. Iniziata nel 1980, la serie non si è ancora del tutto conclusa, sebbene una certa ripetitività delle sceneggiature abbia reso più stantie le pellicole recenti.

## La serie di film
Il titolo delle serie è già emblematico ed il tabù affrontato è quello dell'incesto ed in particolare quello tra madre e figlio. In estrema sintesi, la trama è la seguente: una donna di circa 40 anni, Barbara Scott, viene abbandonata dal marito e poco dopo seduce il figlio adolescente Paul, diventando la sua amante. Il successo di Taboo ha permesso di realizzare numerosi sequel, in cui altri componenti della famiglia Scott avevano dei rapporti sessuali.
Nell'estate del 2006 la Standard Digital (oggi chiamata Addictive Entertainment) ha pubblicato un cofanetto contenente le prime sei edizioni di Taboo e ancora una volta il pubblico ha dimostrato di gradire.
I protagonisti della serie sono Kay Parker, attrice pornografica britannica divenuta celebre a un'età in cui la maggior parte delle sue colleghe si ritirano dalle scene, nel 1980 all'epoca di Taboo 1 aveva 36 anni, e il regista Kirdy Stevens, ideatore della serie cult.
Nel 200, il periodico Adult Video News ha inserito Taboo 1 alla 21ª posizione della lista dei 101 film pornografici più importanti nella storia.

## Filmografia "ufficiale"

### Taboo(1980)
- Attori: Kay Parker, Mike Ranger, Juliet 'Aunt Peg' Anderson, Betsy Ward, Brooke West, Don Fernando, Dorothy LeMay, Gary Eberhart, Holly McCall, Jeff Scott, Jeremia Jones, Jesse Adams, Ken Scudder, Lee LeMay, Michael Morrison, Miko Yani, RJ Reynolds, Sarah Harris, Starr Wood, Tawny Pearl, TJ Carson, Turk Lyon, Valerie Darlyn
- Regista: Kirdy Stevens
- Produzione: Addictive Entertainment (DVD), VCX (VHS)

### Taboo 2(1982)
- Attori: Brooke West, Cara Lott, Craig Roberts, Crystal Dawn, David Cannon, Dorothy LeMay, Edward Dean, Eric Edwards, Honey Wilder, Juliet Anderson, Kay Parker, KC Valentine, Kevin James, Laura Lazare, Lee Cummings, Linda Shaw, Michelle, Rochelle Dean, Rod Diamond, Ron Jeremy, Tammy
- Regista: Kirdy Stevens
- Produzione: Addictive Entertainment (DVD)

### Taboo 3 - The Final Chapter(1984)
- Attori:Angel West, Colleen Brennan, Honey Wilder, Jerry Butler, Kay Parker, Kristara Barrington, Lisa Lake, Marc Wallice, Pamela Mann
- Regista: Kirdy Stevens
- Produzione: Addictive Entertainment (DVD)

### Taboo 4 - The Younger Generation(1985)
- Attori: Amy Rogers, Cyndee Summers, Ginger Lynn, Greg Ruffner, Honey Wilder, Jamie Gillis, John Leslie, Karen Summer, Kay Parker (repertorio), Kevin James, Robin Cannes
- Regista: Kirdy Stevens
- Produzione: Addictive Entertainment (DVD)

## Sequel approvati

### Taboo 5 - The Secret(1987)
- Attori: Colleen Brennan, Amber Lynn, Porsche Lynn, Karen Summer, Jamie Gillis, Kevin James, Lorrie Lovett, Joey Silvera, Billy Dee, Shone Taylor e Buck Adams.
- Regista: Gary Graver
- Produzione: Addictive Entertainment (DVD), Metro/Cal with dave colleen

### Taboo 6 - The Obsession(1988)
- Attori: Nina Hartley, Alicia Monet, Joey Silvera, Krista Lane, Scott Irish, Tiffany Storm, Frank James, Brittany Morgan, Gina Gianetti
- Regista: Kirdy Stevens
- Produzione: Addictive Entertainment (DVD)

### Taboo 7 - The Wild And The Innocent(1989)
- Attori: Bonnie Walker, Karen Stronger, Kitty Shayne, Lynx Canon, Lysa Thatcher, Mai Lin, Polly Wagner, Suzanne French, Tigr, Herschel Savage, Jamie Gillis, Jesse Adams, Jim Malibu, M. Eglud, R. Balder, R. Tynan, Randy West
- Regista: Kirdy Stevens
- Produzione: Metro/Cal-Vista

### Taboo 8(1990)
- Attori: Sunny McKay, Michelle Monroe, Joey Silvera, Peter North, Barry McKay, Henri Pachard, Mike Horner, Randy West, Rayne, Carol Masters
- Direttore della produzione: Richard Mailer
- Regista: Henri Pachard
- Produzione: Metro/Cal-Vista

### Taboo 9(1991)
- Attori: Alicyn Sterling, Alexandra Quinn, Barbara Doll, Barby Doll, Bethany Simms, Big Red, Buck Adams, Dan Cooper, EZ Ryder, Fallon, Flame, Gino Colbert, Holly Ryder, Jamie Gillis, Kay Parker (non sex), Kid Creole, Kimberly Todd, Krome Helmut, Kym Wilde, PJ Sparxx, Raven, Sam Abdul, Terry Rose, Tom Byron, Tom Chapman, Tom Elliot
- Regista: Alex De Renzy
- Produzione: Metro/Cal-Vista

### Taboo 10(1992)
- Attori: Brooke Ashley, Bionca, Alan C. Bosshardt, Teri Diver, Flame, Cal Jammer, Heather Lere, Mona Lisa, Tiffany Mynx
- Produzioni: Metro/Cal-Vista

### Taboo 11(1994)
- Attori: Flame, Jonathan Morgan, Marc Wallice, Melanie Moore, Mona Lisa, Sunset Thomas, Teri Diver, Kay Parker (non sex)
- Regista: F.J. Lincoln
- Produzione: Metro/Cal-Vista

### Taboo 12(1994)
- Attori: Misty Rain, Draghixa, Jasper, Brittany O'Connell, Chaz Vincent, Nicole London, Samantha York, Pamela Dee, Cosmo, Buck Adams, Joey Silvera, Tom Byron, J.D. Ferguson
- Produzione: Metro/Cal-Vista

### Taboo 13(1994)
- Attori: Julia Ann, Asia Carrera, Barbara Doll, Sydney Dance, Pamela Dee, Samantha York, Chaz Vincent, Nicole London, Buck Adams, Steve Drake, Jonathan Morgan, Tom Byron, Nick East, Ian Daniels, Cosmo, J.D. Ferguson, Martin London, Dizzy
- Regista: F. J. Lincoln.
- Produzione: Metro/Cal-Vista

### Taboo 14(1995)
- Attori: Anna Malle, Melissa Hill, Laura Palmer, Serenity, Melissa Monet, Gina Delaney, Candi Connor, Vince Voyeur, Jon Dough, Mike Horner
- Regista: F. J. Lincoln
- Produzione: Metro/Cal-Vista

### Taboo 15(1995)
- Attori: Ariana, Dallas, Jenteal, Misty Rain, P.J. Sparxx, Porsche Lynn, Serenity, Tammi Ann, Joey Silvera, Michael J. Cox, Tom Byron, Vince Voyeur
- Regista: Fred J. Lincoln
- Produzione: Metro/Cal-Vista

### Taboo 16(1996)
- Attori: Shyla Foxx, Nici Sterling, Yasmine Pendavis, Ember Haze, Vince Voyeur, Randy West, Kim Kataine, Roxanne Hall, Julian St. Jox, John Decker, Laura Palmer, L.T. Dee, Colt Steele
- Regista: F.J. Lincoln
- Produzione: Metro/Cal-Vista

### Taboo 17(1997)
- Attori: Misty Rain, Roxanne Hall, Sydnee Steele, Inari Vachs, Caressa Savage, Julian
- Regista: Michael Zen
- Produzione: Metro/Cal-Vista

### Taboo 18(1998)
- Attori: Missy, Chloe Nichole, Katie Gold, Mila, Johnni Black, Tony Tedeschi, Mark Davis, Michael J. Cox, Julian
- Produzione: Metro/Cal-Vista

### Taboo 19(1998)
- Attori: Melanie Stone, Madison, Amber Michaels, Mark Davis, Chloe, Byron Long, Vince Voyeur, Dave Cummings, Brian Surewood, Johnny Appleseed
- Produzione: Metro/Cal-Vista

### Taboo 2001 - Sex Oddyssey(2002)
- Attori: Nicole Sheridan, Ava Vincent, Aurora Snow, Brianna Blaze, Kiki Daire, Brandy Nash, Joel Lawrence
- Regista: James Avalon
- Studio: Metro/Cal-Vista

### Taboo 21(2004)
- Attori: Melanie Stone, Steven St. Croix, Barrett Blade
- Regista: Red Ezra
- Studio: Metro/Cal-Vista

### Taboo 22(2006)
- Attori: Ava Rose, Brooke Haven, Faith Leon, August, Neveah
- Regista: D. Cypher
- Studio: Metro/Cal-Vista

### Taboo 23(2007)
- Attori: Audrey Bitoni, Ben English, Penny Flame, Mya Luanna, Gina Lynn, Sammie Rhodes, Sandra Romain, Richelle Ryan
- Regista: Anton Slayer
- Studio: Metro/Cal-Vista

## Sequel non approvati

### Taboo American Style 1
- Anno: 1985
- Attori: Gloria Leonard, Tom Byron, Paul Thomas, Raven, Taija Rae, Richard Bolla, Frank Serrone
- Regista: Henri Pachard
- Produzione: Fat Dog

### Taboo American Style 2
- Anno: 1985
- Attori: Gloria Leonard, Tom Byron, Paul Thomas, Raven, Kyoto Sunn, Taija Rae, Richard Bolla, Frank Serrone
- Regista: Henri Pachard
- Produzione: Fat Dog

### Taboo American Style 3
- Anno: 1985
- Attori: Gloria Leonard, Joey Silvera, Tom Byron, Paul Thomas, Raven, Carol Cross, Sarah Bernard, Richard Bolla, Frank Serrone
- Regista: Henri Pachard
- Produzione: Fat Dog

### Taboo American Style 4
- Anno: 1985
- Attori: Kelly Nichols, Gloria Leonard, Tom Byron, Sharon Kane, Paul Thomas, Raven, Long Jean Silver, Sarah Bernard, Richard Bolla, Frank Serrone
- Regista: Henri Pachard
- Produzione: Fat Dog